# Ихиньо Марин
Ихиньо Марин Ескави (роден на 19 октомври 1993 г.) е испански футболист, който играе на поста централен нападател. Състезател на Албасете.

## Кариера
Роден в Каласпара, Мурсия, Ихиньо се дипломира в местната младежка система на Реал Мурсия, правейки своя старши дебют с резервите през сезон 2011/2012 в Терсера дивисион. На 15 септември 2012г. изиграва своя първи мач като професионалист, влизайки като късна смяна при равенството 2–2 като домакин на Мирандес в мач от Сегунда Дивисион.
На 2 юли 2014г. Марин се присъединява към Леонеса, състезаващ се в Сегунда Дивисион Б. Два месеца по-късно обаче напуска клуба и подписва с Лорка, подвизаващ се също в третото ниво на испанския футбол.
Впоследствие испанецът представя УКАМ Мурсия и Реал Валядолид Б в трета дивизия, записвайки 13 гола през сезон 2016/17. На 20 юни 2017г. се завръща във второто ниво с отбора на Нумансия.
На 12 август 2020г. е обявен за ново попълнение на Лудогорец.